# Vasia
Vasia (ligur nyelven Vaxìa) egy olasz község Liguria régióban, Imperia megyében

## Földrajz
Vasia Imperiától 7 km-re helyezkedik el.

## Gazdaság
Legjelentősebb bevételi forrása a mezőgazdaság. Elsősorban szőlőt és olivát termesztenek. Méhészete is jelentős

## Fordítás
- Ez a szócikk részben vagy egészben  a   Vasia című olasz Wikipédia-szócikk fordításán alapul.  Az eredeti cikk szerkesztőit annak laptörténete sorolja fel. Ez a jelzés csupán a megfogalmazás eredetét és a szerzői jogokat jelzi, nem szolgál a cikkben szereplő információk forrásmegjelöléseként.